# Трофі (Техас)
Трофі (англ. Trophy Club) — місто (англ. town) в США, в округах Дентон і Таррант штату Техас. Населення — 13 688 осіб (2020).

## Географія
Трофі розташоване за координатами 33°0′5″ пн. ш. 97°11′44″ зх. д. / 33.00139° пн. ш. 97.19556° зх. д. (33.001258, -97.195424).  За даними Бюро перепису населення США в 2010 році місто мало площу 10,31 км², з яких 10,22 км² — суходіл та 0,09 км² — водойми.

### Клімат
| Клімат : Трофі          | Клімат : Трофі | Клімат : Трофі | Клімат : Трофі | Клімат : Трофі | Клімат : Трофі | Клімат : Трофі | Клімат : Трофі | Клімат : Трофі | Клімат : Трофі | Клімат : Трофі | Клімат : Трофі | Клімат : Трофі | Клімат : Трофі |
| Показник                | Січ.           | Лют.           | Бер.           | Квіт.          | Трав.          | Черв.          | Лип.           | Серп.          | Вер.           | Жовт.          | Лист.          | Груд.          | Рік            |
| Абсолютний максимум, °C | 29,4           | 35,0           | 35,6           | 38,3           | 38,3           | 38,9           | 43,3           | 42,2           | 42,8           | 37,8           | 31,7           | 28,9           | 43,3           |
| Середній максимум, °C   | 13,7           | 15,6           | 19,8           | 24,4           | 28,6           | 32,7           | 35,3           | 35,8           | 31,4           | 26,0           | 19,4           | 14,0           | 24,8           |
| Середній мінімум, °C    | 0,1            | 1,8            | 6,7            | 11,0           | 16,4           | 20,4           | 22,6           | 22,5           | 18,1           | 11,8           | 6,4            | 1,1            | 11,6           |
| Абсолютний мінімум, °C  | −17,8          | −17,8          | −10            | −1,7           | 5,0            | 10,0           | 13,9           | 12,8           | 3,3            | −5,6           | −7,2           | −18,3          | −18,3          |
| Норма опадів, мм        | 57             | 71             | 92             | 80             | 122            | 102            | 60             | 46             | 83             | 102            | 75             | 68             | 958            |
| ----------------------- | -------------- | -------------- | -------------- | -------------- | -------------- | -------------- | -------------- | -------------- | -------------- | -------------- | -------------- | -------------- | -------------- |
| Джерело: NOAA           |                |                |                |                |                |                |                |                |                |                |                |                |                |

## Демографія
Згідно з переписом 2010 року, у місті мешкали 8024 особи в 2930 домогосподарствах у складі 2404 родин. Густота населення становила 778 осіб/км².  Було 3072 помешкання (298/км²).
Расовий склад населення:
| - 91,3 % — білих - 3,5 % — азіатів - 1,9 % — чорних або афроамериканців - 0,5 % — корінних американців - 1,3 % — осіб інших рас |

До двох чи більше рас належало 1,4 %. Частка іспаномовних становила 6,4 % від усіх жителів.
За віковим діапазоном населення розподілялося таким чином: 27,0 % — особи молодші 18 років, 61,7 % — особи у віці 18—64 років, 11,3 % — особи у віці 65 років та старші. Медіана віку мешканця становила 42,0 року. На 100 осіб жіночої статі у місті припадало 101,1 чоловіків;  на 100 жінок у віці від 18 років та старших — 95,7 чоловіків також старших 18 років.
Середній дохід на одне домашнє господарство  становив 157 177 доларів США (медіана — 128 750), а середній дохід на одну сім'ю — 163 982 долари (медіана — 132 104). Медіана доходів становила 103 269 доларів для чоловіків та 53 887 доларів для жінок. За межею бідності перебувало 2,5 % осіб, у тому числі 2,2 % дітей у віці до 18 років та 1,4 % осіб у віці 65 років та старших.
Цивільне працевлаштоване населення становило 5494 особи. Основні галузі зайнятості: освіта, охорона здоров'я та соціальна допомога — 20,6 %, науковці, спеціалісти, менеджери — 16,6 %, фінанси, страхування та нерухомість — 16,3 %.